# Голяков, Владислав Викторович
Владислав Викторович Голяков (10 апреля 1978, Тамбов, СССР) — российский футболист и тренер.

## Биография
Родился 10 апреля 1978 года в Тамбове, там же окончил школу. Учился в Тамбовском государственном университете имени Г. Р. Державина, в 2000 году окончил факультет физического воспитания.
Воспитанник ДЮСШ № 7. Первые два сезона в профессиональном футболе выступал за команду «Строитель» Моршанск в Третьей и Второй лигах страны. С 1998 по 2008 год выступал за тамбовский «Спартак». Провёл в составе команды 11 сезонов во Втором дивизионе, сыграл 323 матча в турнире и забил 16 мячей. Был капитаном команды. Всего за тамбовскую команду в первенстве и Кубке России сыграл 339 матчей и забил 17 мячей. Завершил карьеру игрока в 2009 году.
Работал в детско-юношеских футбольных школах Тамбова. 16 августа 2019 года был назначен тренером по физподготовке молодёжной команды футбольного клуба «Тамбов».